# Creissan
Creissan is een gemeente in het Franse departement Hérault (regio Occitanie). De plaats maakt deel uit van het arrondissement Béziers. Creissan telde op 1 januari 2022 1.404 inwoners.

## Geografie
De oppervlakte van Creissan bedroeg op 1 januari 2022 8,89 vierkante kilometer; de bevolkingsdichtheid was toen 157,9 inwoners per km².

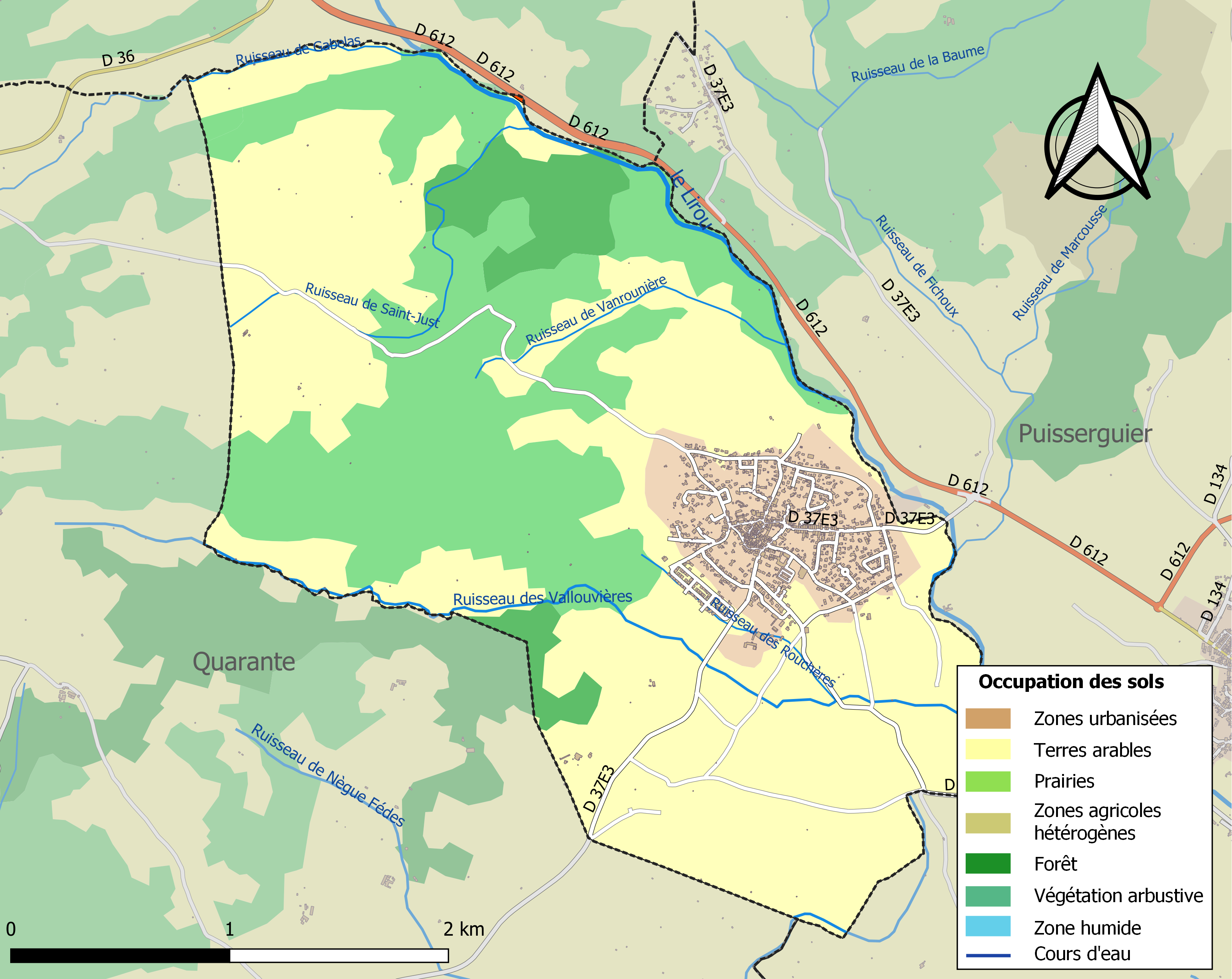
Kaart van de gemeente met belangrijkste infrastructuur, bodemgebruik en omliggende gemeenten

## Demografie
Onderstaande figuur toont het verloop van het inwonertal (bron: INSEE-tellingen).